# Vinbäcken
Vinbäcken är en bebyggelse sydväst om Arboga i Arboga kommun. Från 2015 avgränsade SCB här en småort. Bebyggelsen hade före det varit en del av tätorten Arboga och blev det igen vid avgränsningen 2020.